# Jego prevoskhoditelstvo
Jego prevoskhoditelstvo (russisk: Его превосходительство ; dansk: Hans excellence) er en sovjetisk stumfilm fra 1927 af Grigorij Rosjal.

## Medvirkende
- Leonid Leonidov
- Maria Sinelnikova som Miriam
- Julij Untersjlak som Hirsch Lekkert
- Tamara Adelheim som Rivele
- Nikolaj Tjerkasov